# Irak na Letnich Igrzyskach Olimpijskich 2008
Irak na Letnich Igrzyskach Olimpijskich 2008 reprezentowało 4 zawodników – 3 mężczyzn i 1 kobieta. Startowali oni w lekkoatletyce i wioślarstwie.

## Lekkoatletyka
- Dana Abdulrazak - odpadła w eliminacjach
- Haidar nasser Shaheed - odpadł w eliminacjach

## Wioślarstwo
- Haidar Nozad - dwójka podwójna – 13 miejsce
- Hussein Jebur - dwójka podwójna – 13 miejsce